# Carl Billich (Musiker)
Carl Billich (* 23. Juli 1911 in Wien als Karl Billich; † 23. Oktober 1989 in Reykjavík) war ein österreichisch-isländischer Musiker (Klavier, Gesang) und Musikdirektor.

## Leben
Billich kam als zweites Kind des chirurgischen Instrumentenbauers Karl Josef Billich (1883–1956) und der Hilfsarbeiterin Elisabeth Anna, geb. Nowak, (1900–1984) im Frauenhospiz der Genossenschaftskrankenkassen zur Welt. Er absolvierte das Neue Wiener Konservatorium (Klavier) sowie eine Lehre zum Notenstecher.
1933 kam er erstmals mit einer österreichischen Band nach Island, um im Hotel Íslandi in Reykjavík zu spielen. Er ließ sich in Island nieder und heiratete am 27. Mai 1939 die Isländerin Þuríður Jónsdóttir (1913–2004). Nach der britischen Besetzung Islands wurde er in Liverpool und auf der Isle of Man als Enemy Alien interniert, wo er musikalisch tätig sein konnte und eine heute verschollene Operette schrieb. Im Jahr 1944 wurde er nach Wien geschickt. Für einige Jahre arbeitete er als Musiker in Berlin und Wien. 1947 konnte er auf Betreiben seiner Frau wieder nach Island kommen und wurde dort eingebürgert.
Billich war Mitglied des MA Kvartettinn und zahlreicher anderer Formationen, die als stilbildend für die isländische Musik ihrer Zeit gelten.
Von 1964 bis 1981 war er Musikdirektor am Isländischen Nationaltheater.